# Bolivars bysts orden
Bolivars bysts orden, Bolivarorden, är en orden i fem klasser instiftad den 12 februari 1825 av Perus kongress. Orden antogs den 11 mars 1854 av José Gregorio Monagas, president i Venezuelas förenta staters kongress.